# Julius Friedrich von Pfeil
Julius Friedrich von Pfeil (geb. 8. April 1698; gest. 13. März 1772) war ein preußischer Landrat.

## Leben
Julius Friedrich von Pfeil entstammte dem schlesischen Adelsgeschlecht Pfeil. Seine Eltern waren Joachim Friedrich von Pfeil (1651–1715), Erbherr auf Nieder-Dirsdorf und Kleutsch und dessen Ehefrau Juliane Hedwig, geb. Freiin von Kittlitz (1659–1737). Nach dem Besuch eines Gymnasiums in Breslau immatrikulierte er sich an der Universität Leipzig. Nach seiner Volljährigkeitserklärung im Jahr 1719 übernahm er die Verwaltung des Gutes Kleutsch aus dem Erbe seines Vaters, für welches ihm 22.800 Gulden angerechnet wurden. Zum 18. Januar 1730 konnte er den Familienbesitz durch den Ankauf von Dittmannsdorf, ehemals Pfeil'sches Gut, vergrößern. Zu Beginn des Jahres 1742 wurde er zum ersten Landrat des Kreises Frankenstein i. Schles. ernannt. Das Amt übte er bis 1756 aus, Nachfolger wurde Carl Wenzel von Tschepe und Weidenbach.

## Familie
Julius Friedrich von Pfeil war zweimal verheiratet. In erster Ehe heiratete er im November 1718 Louise Charlotte, geb. von Studnitz (1701–1748). In zweiter Ehe heiratete er 1749 Eva Charlotte, geb. von Rothkirch (1715–1777). Aus beiden Ehen gingen 4 Söhne und 7 Töchter hervor, von denen die meisten jung starben. Eine Nachkommenschaft ergab sich nur durch seinen Sohn Adam Friedrich von Pfeil (1719–1794), einem Landrat und Kammerdirektor, die jedoch in der nächsten Generation ausstarb.